# Wolowez-Pass
Der Wolowez-Pass (ukrainisch Воловецький перевал Wolowezkyj perewal, ungarisch Kisszolyvai-hágó) ist ein Gebirgspass in den ukrainischen Karpaten.
Der Wolowez-Pass (weitere Bezeichnungen für den Pass sind Beskyd- oder Skotar-Pass) verläuft auf einer Höhe von 1014 m (andere Quellen nennen eine Höhe von 974 m) und liegt an der Wasserscheide der Flüsse Opir, einem rechten Nebenfluss des Stryj (Flusssystem Dnister) und Wytscha (Вича, auch Witscha Віча), einem linken Nebenfluss der Latorica (Flusssystem Donau).

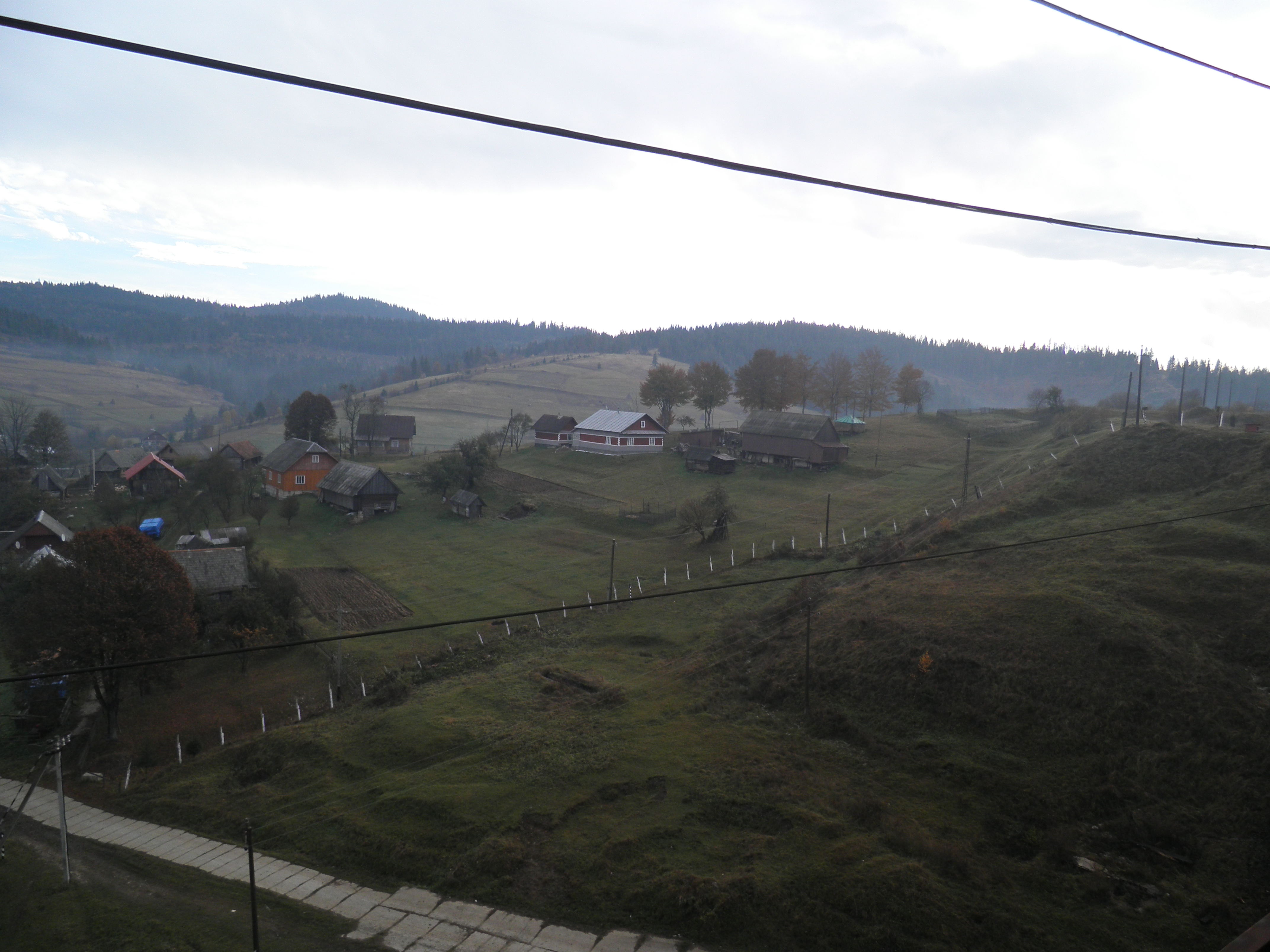
Der Pass von Norden (Oblast Lwiw)

Der Pass liegt weiterhin an der Grenze der Oblast Transkarpatien und der Oblast Lwiw zwischen den Dörfern Skotarske in der Oblast Transkarpatien (Rajon Mukatschewo) und Oporez in der Oblast Lwiw (Rajon Stryj).
Auf der Südseite ist der Hang des Passes steil, aber immer noch mit Vegetation bedeckt. Aus nördlicher Richtung sind die Hänge sanft und eben. Der Berg besteht aus Sandstein und Schiefer, ist schwach bewaldet und von Wiesen dominiert.
Durch den Berg führt der Beskyd-Tunnel die Eisenbahnstrecke Lwiw–Stryj–Tschop und über den Pass die Straße Slawsko–Wolowez.
Im Zweiten Weltkrieg lief die Árpád-Linie, eine ungarische Verteidigungslinie, über den Pass.